# 발티체

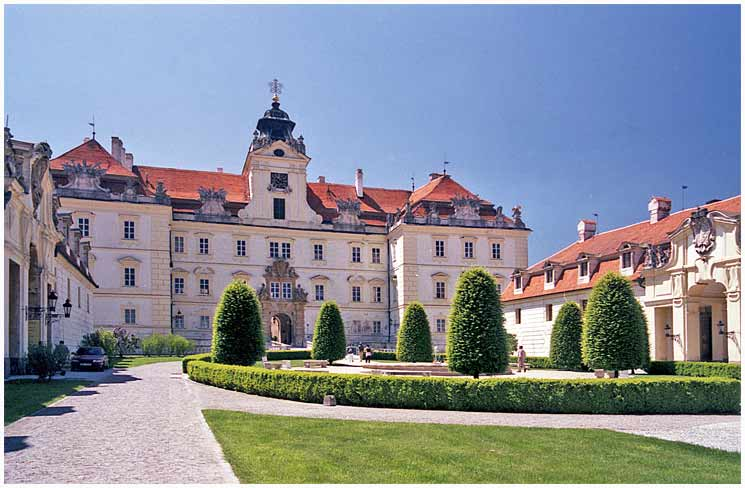
발티체

발티체(체코어: Valtice, 독일어: Feldsberg 펠츠베르크[*])는 체코 남모라바 주에 위치한 도시로 면적은 47.85km2, 높이는 192m, 인구는 3,596명(2012년 기준), 인구 밀도는 75명/km2이다. 오스트리아 국경과 가까운 편이다.
1996년 유네스코 세계유산으로 지정된 레드니체-발티체 문화적 경관이 위치하며 바로크 시대에 지어진 궁전으로 유명한 곳이다.

시기
시 문장

## 인구
| 연도           | 인구  | ±%     |
| -------------- | ----- | ------ |
| 1869           | 2,946 | —      |
| 1880           | 3,435 | +16.6% |
| 1890           | 3,659 | +6.5%  |
| 1900           | 3,742 | +2.3%  |
| 1910           | 4,059 | +8.5%  |
| 1921           | 3,959 | −2.5%  |
| 1930           | 4,125 | +4.2%  |
| 1950           | 3,432 | −16.8% |
| 1961           | 3,314 | −3.4%  |
| 1970           | 3,495 | +5.5%  |
| 1980           | 3,583 | +2.5%  |
| 1991           | 3,554 | −0.8%  |
| 2001           | 3,630 | +2.1%  |
| 2011           | 3,652 | +0.6%  |
| 2021           | 3,525 | −3.5%  |
| 출처: Censuses |       |        |